# هتل دل‌شکستگان
«هتل دل‌شکستگان»، (به انگلیسی: Heartbreak Hotel) نام یک ترانه معروف راک اند رول است که در سال ۱۹۵۶ میلادی توسط الویس پریسلی خواننده آمریکایی اجرا شد. این ترانه در صدر جدول آهنگ‌های روز ایالات متحده قرار گرفت و موجب شهرت پریسلی و شناساندن او در عرصه موسیقی روز آمریکا در نیمه دوم دهه ۱۹۵۰ شد. «هتل دل‌شکستگان» همچنین نخستین ترانه صدرنشین الویس پریسلی و پرفروش‌ترین ترانه سال ۱۹۵۶ محسوب شد. این ترانه در جدول ۵۰۰ ترانه برتر تاریخ در مجله رولینگ استون، در مقام چهل و پنجم جای گرفت و در سال ۲۰۰۵ مجله آنکات (Uncut)، اولین اجرای این ترانه توسط الویس را، دومین رویداد فرهنگی بزرگ در عصر موسیقی راک اند رول دانست.